# 長尾一勝
長尾 一勝（ながお かずかつ）は、安土桃山時代から江戸時代前期にかけての武将。神戸氏、後に福島正則の家臣。福島家三家老の一人と称された。

## 生涯
天文19年（1550年）、神戸四百八十人衆の一人・山路正幽の子として誕生。伊勢国河曲郡出身で、父・正幽と共に伊勢の国人領主・神戸具盛に仕えて、伊勢高岡城主となった。
その後、浪人して福島正則に仕えた。天正18年（1590年）の小田原征伐では、正則の家臣として出陣し、北条氏規が籠もる韮山城攻めで城壁に3度よじ登り城内から3度突き落とされて負傷した。
慶長5年（1600年）の関ヶ原の戦いの後、福島正則が安芸国に入ると、備後国東城五品嶽城主となった。慶長19年（1614年）から始まる大坂の陣でも活躍した。